# Lucilina carnosa
Lucilina carnosa är en blötdjursart som först beskrevs av Kaas 1979.  Lucilina carnosa ingår i släktet Lucilina och familjen Chitonidae. Inga underarter finns listade i Catalogue of Life.